# Jessie Jazz Vuijk
Jessie Jazz Vuijk (Vlaardingen, 22 januari 1995) is een Nederlands model en youtuber. In september 2015 werd ze gekozen tot Miss Nederland.

## Biografie
Vuijk bracht haar middelbareschooltijd door aan het Stanislascollege in Pijnacker. Op haar 17e werd ze model. Drie jaar later, in september 2015, werd ze op het Media Park in Hilversum uit twaalf deelnemers (één uit elke provincie) gekozen tot Miss Nederland 2015. Ze vertegenwoordigde Nederland tijdens de Miss Universe-verkiezingen. Vuijk studeerde Event Management in Amsterdam, maar heeft dit niet afgemaakt. Ook was ze deelneemster in Expeditie Robinson 2016. In 2017 was ze te zien in de programma's Alles mag op Zondag en Celebrity Stand-Up. In het najaar van 2018 was Vuijk een van de deelnemers aan het programma Boxing Stars, ze won de bokswedstrijd van tegenstander Laura Ponticorvo. In de halve finale won ze het gevecht van Amanda Balk waardoor zij zich plaatste voor de finale. Op 12 december 2018 won ze de finale van haar tegenstandster Saar Koningsberger. In september 2023 stond Vuijk een aflevering centraal in het AVROTROS-programma Who's that girl?.
Vuijk heeft sinds 2018 een relatie met Kaj Gorgels. Het stel heeft een zoon.